# Cubitanthus alatus
Cubitanthus alatus är en tvåhjärtbladig växtart som först beskrevs av Adelbert von Chamisso och Schltdl., och fick sitt nu gällande namn av K. Barringer. Cubitanthus alatus ingår i släktet Cubitanthus och familjen Schlegeliaceae. Inga underarter finns listade i Catalogue of Life.